# Lluís II d'Hongria
Lluís II d'Hongria i I de Bohèmia (Buda, 1 de juliol de 1506 - Mohács, 29 d'agost de 1526) fou el trenta-sisè Rei d'Hongria i Rei de Bohèmia, amb el nom de Lluís I de Bohèmia. Fill d'Anna de Candale i de Vladislau II de Bohèmia, al que va succeir (1516-1526), encara que va ser proclamat rei del territori anys abans.

## Biografia
Lluís va néixer a Buda el 1506 com a fill de Vladislau II de Bohèmia, qui era també rei de Bohèmia. La comtessa francesa Anna de Candale, reina consort hongaresa va morir al cap de pocs dies després de portar-li al món, quedant orfe des de nadó. La rica cort hongaresa renaixentista havia entrat en un període de crisi després de la mort del rei Maties Corví en 1490, que va afectar el regne en l'aspecte militar, econòmic i polític. Va ser coronat rei, igual que el seu oncle, anomenat dècades abans perquè ocupés el tron hongarès en una situació similar. Mudant-se a Hongria amb tota la seva cort, Vladislau II va tenir aviat al seu fill Lluís, qui va créixer assimilat a la cultura hongaresa i dominava l'idioma. Dimitrich, prevere de Vysehrad, li va ensenyar l'idioma txec, i va aprendre també llatí, polonès i alemany, sent considerat un príncep en extrem culte. Igualment va ser educat per Jerònim Balbi i per Jacob Pis (importants poetes de l'època), i el seu entrenament militar va estar a càrrec de Jorge de Brandenburg. El jove es va convertir en un espadatxí i ballarí excel·lent que adorava als canquets i els casaries.
Lluís era un jove malaltís, però segons les cròniques, molt valuós com a persona, i el seu pare va assegurar la seva successió en els trons coronant simbòlicament el 4 de juliol de 1508 a Székesfehérvár com a rei hongarès i l'11 de maig de 1509 en Praga com a rei txec (d'aquesta manera després de la seva mort va prendre el control sense cap problema el jove de 10 anys). Després que hagués perdut la seva dona durant el part de Lluís, el rei Vladislau II va caure en una mena d'estat letàrgic que podria ser considerat perfectament resultat d'un vessament cerebral. D'aquesta manera, amb una salut feble i sense poder valer-se per si mateix des de 1506, la figura de monarca hongarès va quedar desplaçada, i part de la noblesa hongaresa i el clergat van governar al seu lloc.
Les figures del bisbe Jordi Szatmari i de l'arquebisbe Tomàs Bakócz sempre van envoltar al jove príncep Lluís, sent ells els que van portar la política exterior hongaresa sota el regnat d'aquests dos monarques de la Dinastia Jagelló i van completar les negociacions diplomàtiques amb els Habsburg per segellar el doble matrimoni entre els fills del rei Felip i de Castella (Ferran i Maria) i els dos de Vladislau II (Lluís i Anna). En 1515, el jove Lluís va ser nomenat cavaller de l'Orde del Toisó d'Or.
El bisbe Jorge Szatmari va ser el que en els últims anys va actuar no només com a mecenes renaixentista, sinó com a intermediari entre els hongaresos i els Habsburg, aconseguint personalment la ratificació en diverses oportunitats dels compromisos matrimonials entre les dues Cases reals. D'aquesta manera, Lluís es va casar el 13 de gener de 1522 amb Maria d'Habsburg, neta de l'emperador Maximilià I i dels Reis Catòlics i germana dels emperadors Carles V i Ferran I.
Amenaçat per una nova invasió otomana, va demanar auxili al seu cunyat, l'emperador, i al seu oncle, el rei polonès lituà Segimon el Vell, qui, ocupats pels problemes de la reforma protestant i altres assumptes interns, van abandonar a la seva sort a Lluís II. La situació s'havia tornat més complicada encara per Lluís II; seus confidents els clergues Tomàs Bakócz i Jorge Szatmari havien mort en 1521 i 1524, respectivament. La cadira arquebisbal d'Estrigonia va ser ocupada per Ladislao Szalkai, i al poc temps el comandant militar Pablo Tomori va ser nomenat arquebisbe de Kalocsa.
Sol contra aquest atac, Lluís II es va disposar a fer front al sultà otomà Solimà el Magnífic amb un exèrcit reduït amb en el qual va acampar a Mohács. Sense esperar els reforços txecs, croаts i de Transsilvània, Lluís II es va enfrontar a Solimán a la batalla de Mohács comandant dels exèrcits reials al costat de l'arquebisbe de Kalocsa, Pablo Tomori, l'arquebisbe d'Esztergom Ladislao Szalkai i el comte Jorge de Zápolya.
Milers de cavallers hongaresos, juntament amb tots els comandants anteriorment esmentats, van caure en el camp de batalla per l'eficàcia de la mosqueteria dels geníssers turcs, i el jove rei, allunyat dels seus, va ser mort i el seu cadàver va quedar en les maresmes, encara en la seva cadira de muntar.
Per aquest fet, els desitjos de Maximilià I es van cristal·litzar, ja que extingida la branca txec-hongaresa dels Jagellón, va quedar com virtual pretendent al tron l'arxiduc austríac Ferran I, casat amb Ana Jagellón, germana del rei caigut. D'allà en endavant, les destinacions d'Hongria i Bohèmia quedarien lligats als Habsburg.